# 青春の叫び
『青春の叫び』（原題：The Wild, the Innocent & the E Street Shuffle）は、アメリカ合衆国のロック・ミュージシャン、ブルース・スプリングスティーンが1973年9月11日に発表した2作目のスタジオ・アルバム。

## 背景
前作『アズベリー・パークからの挨拶』（1973年）と同様、後に「Eストリート・バンド」と呼ばれるバックアップ・バンドのメンバーが参加しているが、ドラマーのヴィニ・ロペスは本作リリース後の1974年2月に解雇される。「ニューヨーク・シティ・セレナーデ」は、スプリングスティーンが1972年にコロムビア・レコードのオーディションを受けた際に歌った曲「Vibes Man」から発展して作られた曲である。
スプリングスティーン自身は2009年、本作の歌詞に関して「半分の曲はニュージャージー州と、俺達の街角の周りについての曲で、残りの半分はニューヨークに関する俺のロマンティックな幻想さ」とコメントしている。

## 反響・評価
リリース当時はヒットに結びつかなかったが、1975年にはアメリカの総合アルバム・チャートBillboard 200で59位に達した。また、リリースから12年後の1985年には、スウェーデンのアルバム・チャートで34位を記録している。
William Ruhlmannはオールミュージックにおいて満点の5点を付け「フォーク・ロック的アプローチであったデビュー・アルバム『アズベリー・パークからの挨拶』からわずか8か月後、ブルース・スプリングスティーンはこの野心的な次作において、様々なスタイルの中でも特にジャズ的な曲に行き着いた」と評している。Greg Kotは1992年8月23日付の『シカゴ・トリビューン』紙において4点満点中3点を付け、アルバム後半の3曲を「ウエスト・サイド物語を思わせる、ゴージャスな遊歩道の組曲」と評している。また、デイヴ・リフトンは「Ultimate Classic Rock」において「スプリングスティーンは、この7曲においてロック、ソウル、フォーク、ファンク、ジャズ（スウィングのリズムとガーシュウィン的なピアノの間奏を含む）、それに移動遊園地の音楽に触れている」と評している。
『ローリング・ストーン』誌が選出した「オールタイム・グレイテスト・アルバム500」では133位にランク・インした。

## 収録曲
全曲ともブルース・スプリングスティーン作。
Side 1
1. Eストリート・シャッフル - The E Street Shuffle - 4:29
2. 7月4日のアズベリー・パーク - 4th of July, Asbury Park (Sandy) - 5:36
3. キティズ・バック - Kitty's Back - 7:08
4. ワイルド・ビリーズ・サーカス・ストーリー - Wild Billy's Circus Story - 4:47

Side 2
1. 57番通りの出来事 - Incident on 57th Street - 7:44
2. ロザリータ - Rosalita (Come Out Tonight) - 7:03
3. ニューヨーク・シティ・セレナーデ - New York City Serenade - 9:58

## 参加ミュージシャン
- ブルース・スプリングスティーン - ボーカル、ギター、ハーモニカ、マンドリン、リコーダー、マラカス
- クラレンス・クレモンズ - サックス、バッキング・ボーカル
- デヴィッド・サンシャス - ピアノ、オルガン、エレクトリックピアノ、クラビネット、ソプラノ・サックス、バッキング・ボーカル、ストリングス・アレンジ
- ダニー・フェデリシ - アコーディオン、ピアノ、オルガン、バッキング・ボーカル
- ガリー・タレント - ベース、チューバ、バッキング・ボーカル
- ヴィニ・ロペス - ドラムス、コルネット、バッキング・ボーカル

アディショナル・ミュージシャン
- リチャード・ブラックウェル - コンガ、パーカッション
- アルバニー・テローン - バリトン・サックス(on #1)